# Trilepida fuliginosa
Espèce
Synonymes
- Leptotyphlops fuliginosus 
Passos, Caramaschi & Pinto, 2006
- Tricheilostoma fuliginosum 
(Passos, Caramaschi & Pinto, 2006)

Trilepida fuliginosa est une espèce de serpents de la famille des Leptotyphlopidae.

## Répartition
Cette espèce est endémique du Brésil. Elle se rencontre dans les États de Goiás et du Minas Gerais.

## Description
Trilepida fuliginosa mesure au maximum 27 cm, dont 2,5 cm pour la queue, pour les mâles et au maximum 30,5 cm, dont 2 cm pour la queue, pour les femelles. Son dos est uniformément brun sombre, voire noir, et sa face ventrale crème.

## Étymologie
Son nom d'espèce, du latin fuliginosa, « brun ou brun foncé », lui a été donné en référence à sa livrée.

## Publication originale
- Passos, Caramaschi & Pinto, 2006 : Redescription of Leptotyphlops koppesi Amaral, 1954, and description of a new species of the Leptotyphlops dulcis group from Central Brazil (Serpentes: Leptotyphlopidae). Amphibia-Reptilia, vol. 27, n. 3, p. 347-357 (texte intégral).